# Balky (Schmerynka)
Balky (ukrainisch Балки; russisch Балки Balki, polnisch Bałki) ist ein Dorf in der ukrainischen Oblast Winnyzja mit etwa 1700 Einwohnern (2023).

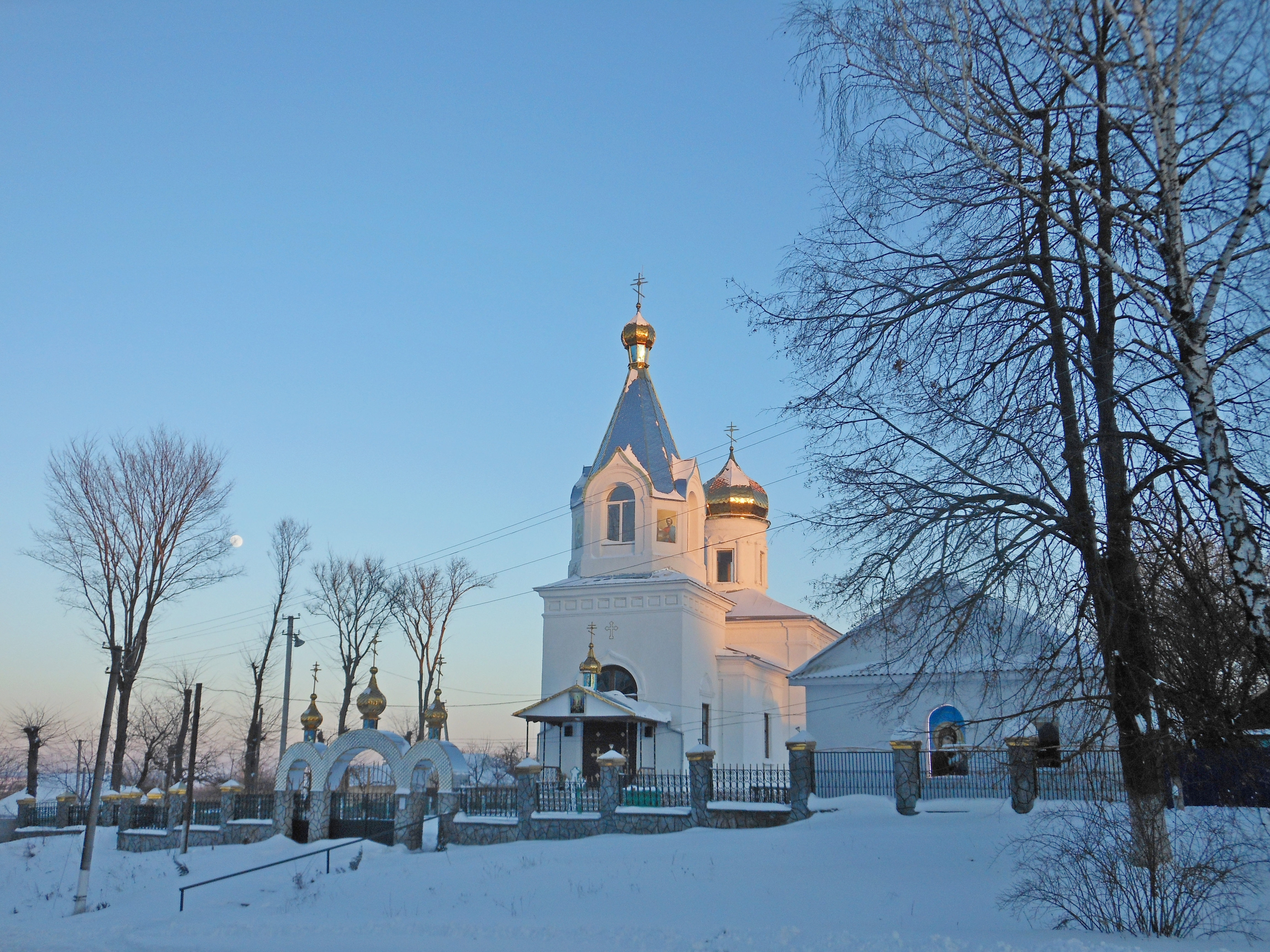
Kirche im Ort

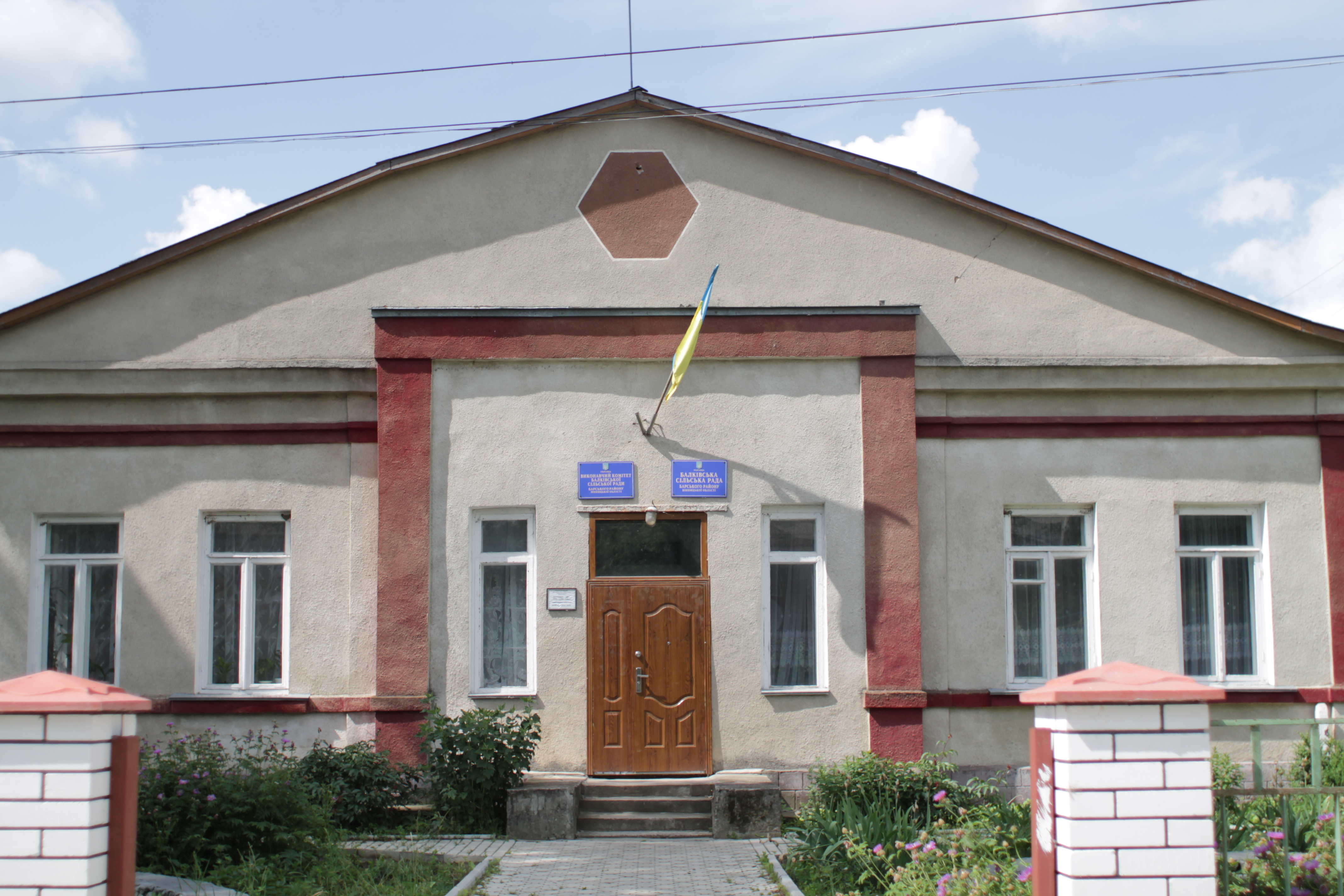
Gemeindehaus

Das im 15. Jahrhundert gegründete Dorf liegt auf einer Höhe von 303 m am der Stadt Bar gegenüberliegenden Ufer des Riw, einem 104 km langen, rechten Nebenfluss des Südlichen Bugs, 70 km südwestlich vom Oblastzentrum Winnyzja.
Durch das Dorf verläuft die Territorialstraße T–02–29.
Am 12. Juni 2020 wurde das Dorf ein Teil der neugegründeten Stadtgemeinde Bar, bis dahin bildete es zusammen mit den Dörfern Adamiwka (Адамівка), Jossypiwzi (Йосипівці), Okladne (Окладне) und Tschemeryssy-Barski (Чемериси-Барські) die gleichnamige Landratsgemeinde Balky (Балківська сільська рада/Balkiwska silska rada) im Norden des Rajons Bar.
Am 17. Juli 2020 kam es im Zuge einer großen Rajonsreform zum Anschluss des Rajonsgebietes an den Rajon Schmerynka.